# Побрежје (Видем)
Побрежје (словен. Pobrežje) је насељено место у општини Видем, Подравска регија, Словенија.

## Историја
До територијалне реорганизације у Словенији било је у саставу старе општине Птуј.

## Становништво
У попису становништва из 2011. године, Побрежје је имало 907 становника.
| Број становника према пописима | Број становника према пописима | Број становника према пописима |
| ------------------------------ | ------------------------------ | ------------------------------ |
| 1991                           | 2002                           | 2011                           |
| 793                            | 835                            | 907                            |